# Шатковица
Шатковица е бивше село в България, заличено от списъка на населените места в България през 1978 година.

## География
Селото е било разположено по склоновете на Милевска планина, на около 1400 м. надморска височина. на изток от българо-сръбската граница.

## История

### В Османската империя
Според Йордан Захариев землището на Шатковица било притежание на манастира в Метохия, който го използвал за пасище, но било заграбено от Зейнел бег от Кюстендил. Той заселил жители от съседните села, които да се грижат за земята и да косят ливадите. Първи се заселили Йовановци от Власина, а след това - Николинци и Карданьѐ от Топли дол. Шатковица е махала на Метохия към 40-те години на ХІХ век, но е отделена като отделно село след делба на двама братя-турци, които са владеели землището. В 1864 година селото има 3 ханета (12 мъже), а в 1866 година са отбелязани 6 ханета (55 мъже и жени).

### В България
В края на ХІХ век година землището на селото е 904 декара, от които 290 дка гори, 223 дка ниви, 100 дка пасища.
Към 1918 година селото има 9 къщи. Родовете са: Карда̀новци, Нико̀линци, Джо̀кинци и Арѝзановци. В 1945 година обитаваните къщи в Шатковица са 10. Колективизацията е извършена през 1957 година.
С указ от 26 декември 1978 г. селото е заличено. Землището му е присъединено към село Метохия.

### Население[4]
- 1880 - 47 д.
- 1900 - 64 д.
- 1926 - 134 д.
- 1934 - 147 д.
- 1946 - 88 д.
- 1956 - 42 д.
- 1965 - 15 д.